# Валя-Маре (комуна, Ковасна)
Валя-Маре (рум. Valea Mare) — комуна у повіті Ковасна в Румунії. До складу комуни входить єдине село Валя-Маре.
Комуна розташована на відстані 147 км на північ від Бухареста, 20 км на південний схід від Сфинту-Георге, 33 км на схід від Брашова.

## Населення
За даними перепису населення 2002 року у комуні проживали 1177 осіб.
Національний склад населення комуни:
| Національність | Кількість осіб | Відсоток |
| -------------- | -------------- | -------- |
| румуни         | 1147           | 97,5%    |
| цигани         | 17             | 1,4%     |
| угорці         | 13             | 1,1%     |

Рідною мовою назвали:
| Мова      | Кількість осіб | Відсоток |
| --------- | -------------- | -------- |
| румунська | 1146           | 97,4%    |
| циганська | 17             | 1,4%     |
| угорська  | 14             | 1,2%     |

Склад населення комуни за віросповіданням:
| Релігія            | Кількість осіб | Відсоток |
| ------------------ | -------------- | -------- |
| православні        | 1089           | 92,5%    |
| п'ятдесятники      | 24             | 2,0%     |
| не релігійні       | 13             | 1,1%     |
| адвентисти         | 9              | 0,8%     |
| реформати          | 6              | 0,5%     |
| римо-католики      | 1              | 0,1%     |
| не вказали релігію | 6              | 0,5%     |

## Зовнішні посилання
- Дані про комуну Валя-Маре на сайті Ghidul Primăriilor [Архівовано 7 травня 2010 у Wayback Machine.]